# Singuerlín
Singuerlín – stacja metra w Barcelonie, na linii 9. Zlokalizowana jest pomiędzy stacjami Can Zam i Església Major. Została otwarta 13 grudnia 2009.